# Associação Ferroviária de Esportes (futebol feminino)
A Associação Ferroviária de Esportes (futebol feminino) (mais conhecida pelo apelido como Guerreiras Grenás) é a equipe de futebol feminino da Ferroviária, clube que tem sede na cidade de Araraquara, interior do estado de São Paulo. A equipe foi criada em 2001, com o objetivo de formar atletas. O time é bicampeão da Copa Libertadores da América e do Brasileirão Feminino.

## História
A equipe de futebol feminino da Ferroviária foi criada em 2001, antes mesmo das exigências atuais da FIFA e COMENBOL. Com o objetivo de formar atletas e, consequentemente, equipes competitivas.
As jogadoras da Ferroviária receberam da imprensa araraquarense o apelido carinhoso de Guerreiras Grenás, uma alusão ao espírito de luta das atletas dentro de campo.
Os títulos já vieram nos primeiros anos de criação, o clube foi bicampeão paulista nos anos de 2004 e 2005, conquistando ambas edições em parceria com o Extra/Fundesport. O primeiro título de sua história veio após o clube vencer o time da cidade de São Bernardo do Campo por 1–0, gol marcado por Elaine, enquanto a segunda conquista veio após a agremiação derrotar o Saad nos pênaltis.
As Guerreiras estrearam em competições nacionais no ano de 2014, quando a equipe disputou e conquistou a Copa do Brasil e o Campeonato Brasileiro. Na copa, a Ferrinha levantou a taça após vencer o São José na decisão, enquanto, no Brasileirão, as Grenás derrotaram o Kindermann na grande final, na ida a equipe venceu as catarinenses por 3–0 , e na volta em Araraquara o clube ganhou novamente por 5–3.
Com a conquista da Copa do Brasil no ano anterior a Ferroviária ganhou o direito de disputar a Libertadores de 2015, no torneio internacional a equipe venceu a competição ganhando do Colo-Colo, do Chile na final da competição, em todo o certame a equipe afeana disputou cinco jogos, onde venceu quatro deles e empatou em um, o clube marcou treze gols e sofreu apenas um. O título inédito, logo na primeira participação grená na competição, garantiu a presença da equipe na Copa Libertadores de 2016.
Em 2017 o clube obteve mais dois marcos importantes, dessa vez fora das quatro linhas: o investimento em categorias de base, algo raro na modalidade naquela época, e a assinatura de contratos com carteira assinada.
Em 2019, a Ferroviária conquistou seu segundo título brasileiro, ao vencer o Corinthians na decisão por pênaltis, no estádio Parque São Jorge em São Paulo. Após empate no primeiro duelo na Fonte Luminosa por 1 a 1, as Guerreiras empataram novamente, dessa vez por 0 a 0, na casa das adversárias, e nas cobranças de pênaltis, a AFE venceu por 4 a 2. A conquista marcou outro fato histórico, Tatiele Silveira foi a primeira mulher a conquistar um título dirigindo uma equipe feminina no Brasil.
Em 1° de dezembro de 2019, as Guerreirinhas conquistaram o primeiro título da história da base da equipe feminina da Ferroviária, o título veio após o clube empatar por 1 a 1 contra o Meninas em Campo, e vencer nas penalidades por 5 a 3 pelo Festival Paulista de Futebol Feminino Sub-14.
Em 2020, o clube anunciou a criação da mascote Guerreira, representante das Guerreiras Grenás. A nova mascote foi inspirada na goleira do time Luciana.
Em março de 2021, as Guerreiras Grenás conquistaram o bicampeonato da Libertadores, o torneio foi válido pela edição de 2020 que foi adiada devido a pandemia de COVID-19. O time da Ferroviária se sagrou campeão da competição, ao bater na final o América de Cali por 2 a 1, em Buenos Aires, na Argentina. Outro fato histórico marcou a conquista do torneio, a treinadora Lindsay Camila se tornou a primeira mulher a comandar um time campeão da Libertadores feminina.
Em dezembro, as Guerreirinhas conquistaram a Liga de Desenvolvimento Sub-16 da CBF e se classificaram para a CONMEBOL Fiesta Evolución da categoria. Em junho de 2022, a base grená conquistou a CONMEBOL Fiesta Evolución Sub-16, equivalente a Libertadores da categoria, o título veio após a vitória nos pênaltis sobre a Liga Vallecaucana.

## Estatísticas
|  | Participações em 2025 |

| Competição | Competição                   | Temporadas | Melhor campanha       | Estreia | Última |
| São Paulo  | Campeonato Paulista          | 22         | Campeão (4 vezes)     | 2002    | 2025   |
| Brasil     | Campeonato Brasileiro        | 12         | Campeão (2014 e 2019) | 2014    | 2025   |
| Brasil     | Copa do Brasil               | 3          | Campeão (2014)        | 2014    | 2025   |
|            | Copa Libertadores da América | 8          | Campeão (2015 e 2020) | 2015    | 2025   |

### Títulos
| CONTINENTAIS                    | CONTINENTAIS                 | CONTINENTAIS | CONTINENTAIS            |
|                                 | Competição                   | Títulos      | Temporadas              |
| ------------------------------- | ---------------------------- | ------------ | ----------------------- |
| Trofeo de Libertadores Femenina | Copa Libertadores da América | 2            | 2015 e 2020             |
| NACIONAIS                       |                              |              |                         |
|                                 | Competição                   | Títulos      | Temporadas              |
|                                 | Campeonato Brasileiro        | 2            | 2014 e 2019             |
|                                 | Copa do Brasil               | 1            | 2014                    |
| ESTADUAIS                       |                              |              |                         |
|                                 | Competição                   | Títulos      | Temporadas              |
|                                 | Campeonato Paulista          | 4            | 2002, 2004, 2005 e 2013 |
|                                 | Copa Paulista                | 1            | 2023                    |

#### Campanhas de destaque
- Vice-Campeã da Copa Libertadores de Futebol Feminino: 2019
- Vice-Campeã da Copa do Brasil de Futebol Feminino: 2015
- Vice-Campeã do Campeonato Paulista de Futebol Feminino: 1987, 2014 e 2020
- Vice-Campeã do Campeonato Brasileiro de 2023

## Elenco atual
Última atualização: 8 de junho de 2024

## Categorias de base

### Títulos
| CONTINENTAIS                                 | CONTINENTAIS | CONTINENTAIS |
| Competição                                   | Títulos      | Temporadas   |
| -------------------------------------------- | ------------ | ------------ |
| Fiesta CONMEBOL Evolución Sub-16             | 2            | 2022 e 2024  |
| Fiesta CONMEBOL Evolución Sub-14             | 1            | 2023         |
| CONMEBOL Magic Cup Sub-16                    | 1            | 2022         |
| NACIONAIS                                    |              |              |
| Competição                                   | Títulos      | Temporadas   |
| Liga de Desenvolvimento Sub-16 da CBF        | 2            | 2021 e 2024  |
| Liga de Desenvolvimento Sub-14 da CBF        | 1            | 2023         |
| ESTADUAIS                                    |              |              |
| Competição                                   | Títulos      | Temporadas   |
| Campeonato Paulista Sub-20                   | 3            | 2022 e 2023  |
| Campeonato Paulista Sub-15                   | 1            | 2022         |
| Festival Paulista de Futebol Feminino Sub-14 | 2            | 2019 e 2022  |